# Bořivoj Dostál
Bořivoj Dostál (Heršpice, 1929. augusztus 16. – Brünn, 1994. augusztus 18.) szláv régészettel foglalkozó morva régész.

## Élete
Eredetileg 1954-1957 között Brünnben végzett középiskolai tanár volt. 1955-től a brünni egyetem régészeti tanszékének asszisztense lett. 1957-ben doktorált, 1960 szakasszisztens lett, 1962-ben kandidátusi fokozatot szerzett. 1967-ben docenssé nevezték ki, majd 1970-ben átvette František Kalousektől a tanszék vezetését. 1972-ben azonban visszahívták. 1988-ban a tudományok doktora, 1990-ben pedig professzor lett. 1989-1994 között az újból önállósult régészeti tanszék vezetője volt.
1950-1957 között Znojmoban, 1958-tól a Břeclav melletti Pohansko ásatásán dolgozott, melyet 1970-től vezetett.

## Művei
- 1957 Slovanský mohylník u Žlutavy. Sborník prací Filozofické Fakulty Brněnské University VI E2, 37-74.
- 1966 Slovanská pohřebiště střední doby hradištní na Moravě. Praha
- 1975 Břeclav-Pohansko IV. Velkomoravský velmožský dvorec. Brno
- 1976 Zemědělská výroba na území ČSSR v 6.-10. století. Archaeologia historica 1, 9-26.
- 1982 K časně slovanskému osídlení Břeclavi-Pohanska. Praha
- 1985 Břeclav Pohansko III. Časně slovanské osídlení. Brno
- 1987 Stavební kultura 6.-9. století na území ČSSR, Archaeologia historia 12, 63-100.